# Донґ
Донґ (пол. Dąg, нім. Dungen) — село в Польщі, у гміні Лукта Острудського повіту Вармінсько-Мазурського воєводства.
Населення — 79 осіб (2011).

## Демографія
Демографічна структура станом на 31 березня 2011 року:
|          | Загалом | Допрацездатний вік | Працездатний вік | Постпрацездатний вік |
| -------- | ------- | ------------------ | ---------------- | -------------------- |
| Чоловіки | 41      | 9                  | 27               | 5                    |
| Жінки    | 38      | 8                  | 23               | 7                    |
| Разом    | 79      | 17                 | 50               | 12                   |